# Angelinapolder
De Angelinapolder is een polder ten zuiden van Biervliet, behorende tot de Polders rond Biervliet.
Het betrof een hooggelegen schoreiland in de Braakman, de Savooyaardplaat genaamd, zoo men wil naar een paar Savoische bedelaars, die bij gelegenheid van een Biervlietsche kermis de schorren van de Braakman overstaken en, in dien omtrek verrast door den opkomenden vloed, verdronken.
De Savooyaardplaat werd in 1846 verkocht aan Augustinus Bernardus Thomaes. Deze liet een ringdijk van 6,5 km lengte aanleggen, waarmee het eiland werd ingepolderd en een polder van 247 ha ontstond. De polder werd vernoemd naar de vrouw van Augustinus Bernardus Thomaes, Angelina Begein. De polder hoorde oorspronkelijk bij de gemeente Philippine, sinds 1892 bij Biervliet en tegenwoordig bij Sluis.
In de polder ligt een bescheiden kreekrestant, het Hondegat. Ze wordt begrensd door de Savooyaardsweg.